# Christian d'Oriola
Christian d'Oriola (Perpinhã, 3 de outubro de 1928 – Nîmes, 29 de outubro de 1927) foi um esgrimista francês, tetracampeão olímpico.
Christian d'Oriola representou seu país nos Jogos Olímpicos de Verão de 1948 a 1960. Conseguiu seis medalhas no florete, sendo quatro de ouro.